# Erkrath
Erkrath is een stad en gemeente in de Duitse deelstaat Noordrijn-Westfalen, gelegen in de Kreis Mettmann. De gemeente telt 43.878 inwoners (31 december 2020) op een oppervlakte van 26,86 km². In Erkrath ligt het Neandertal, waar de neanderthalers ontdekt zijn.

## Afbeeldingen

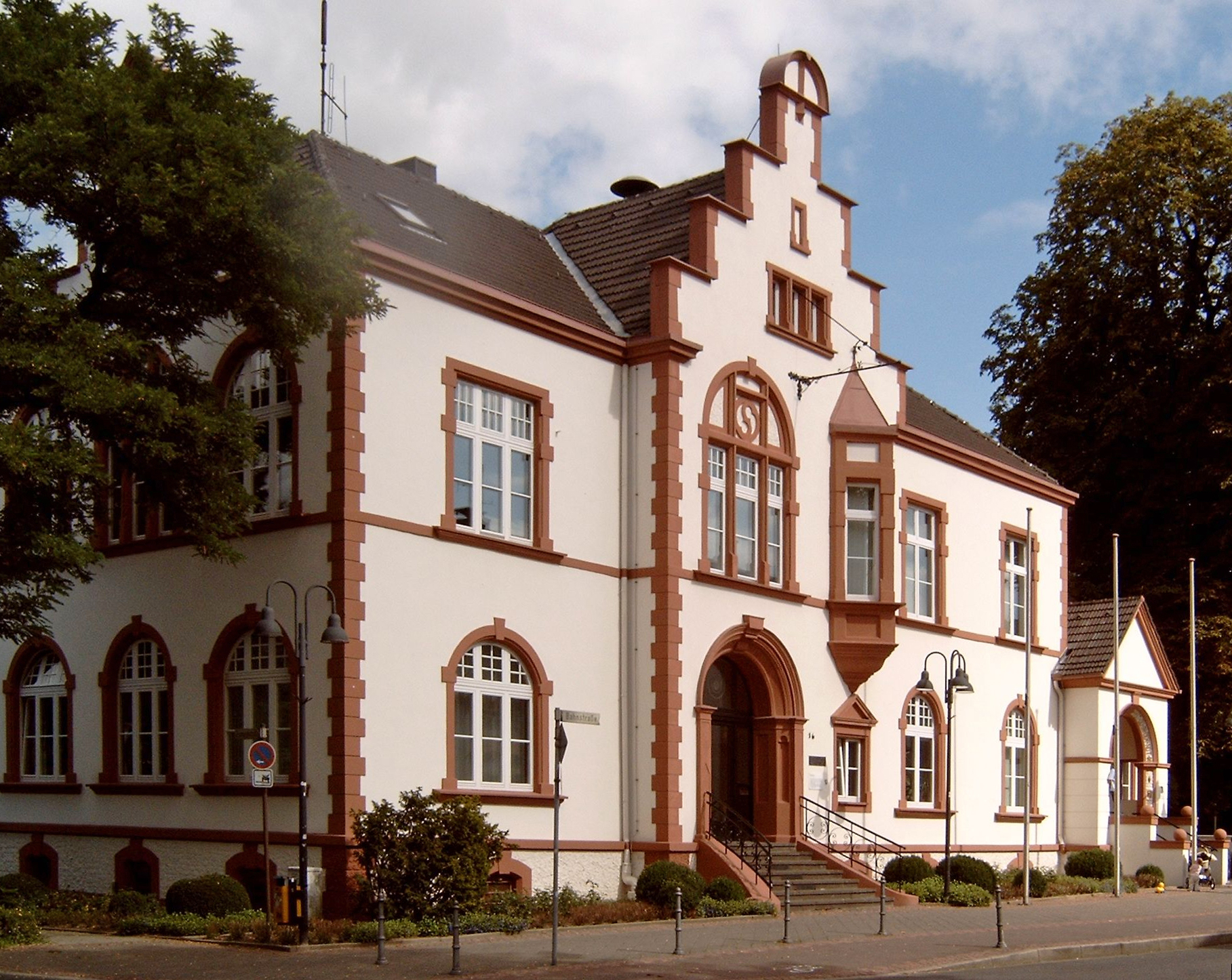
Gemeentehuis
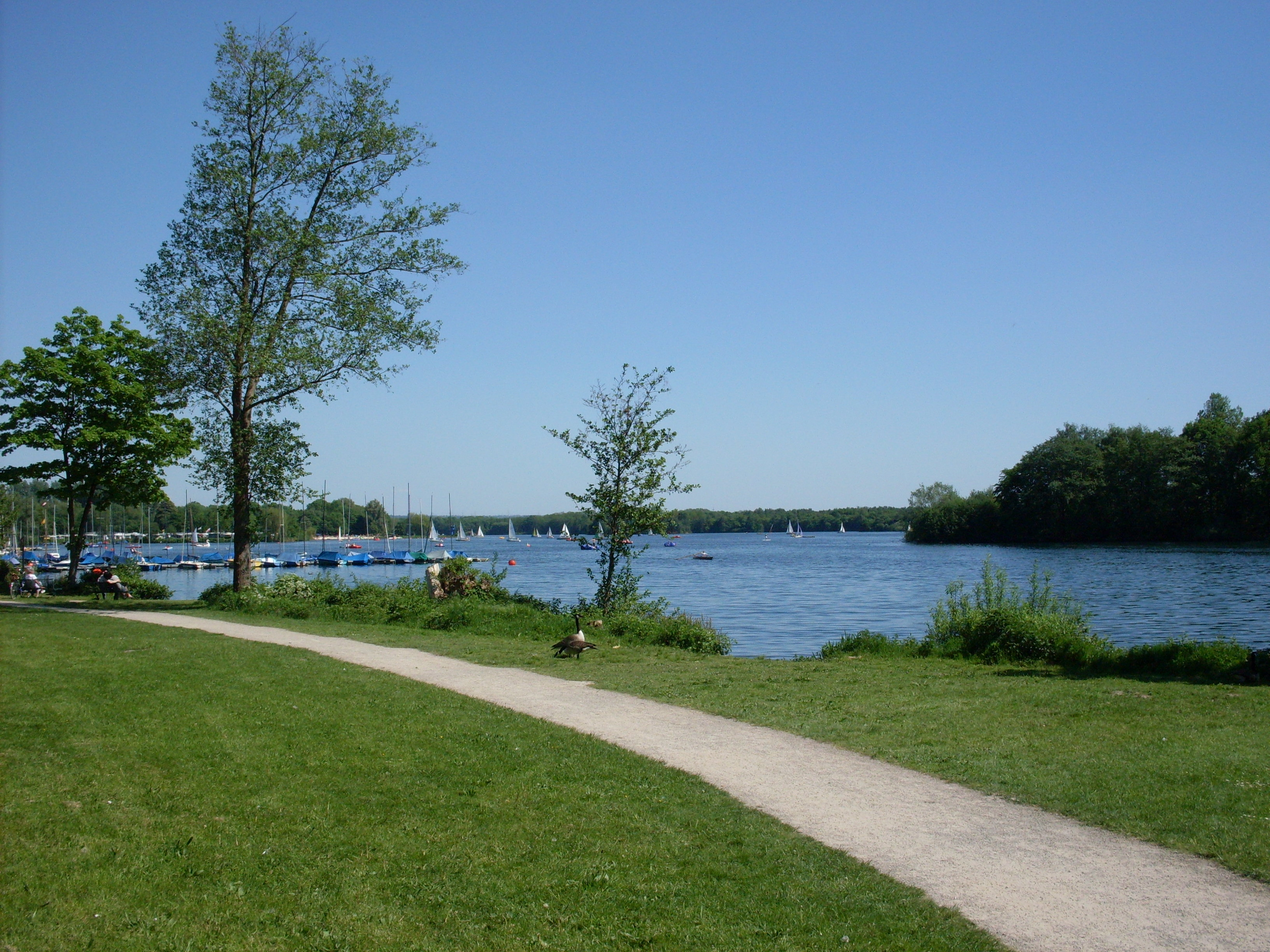
Unterbachersee
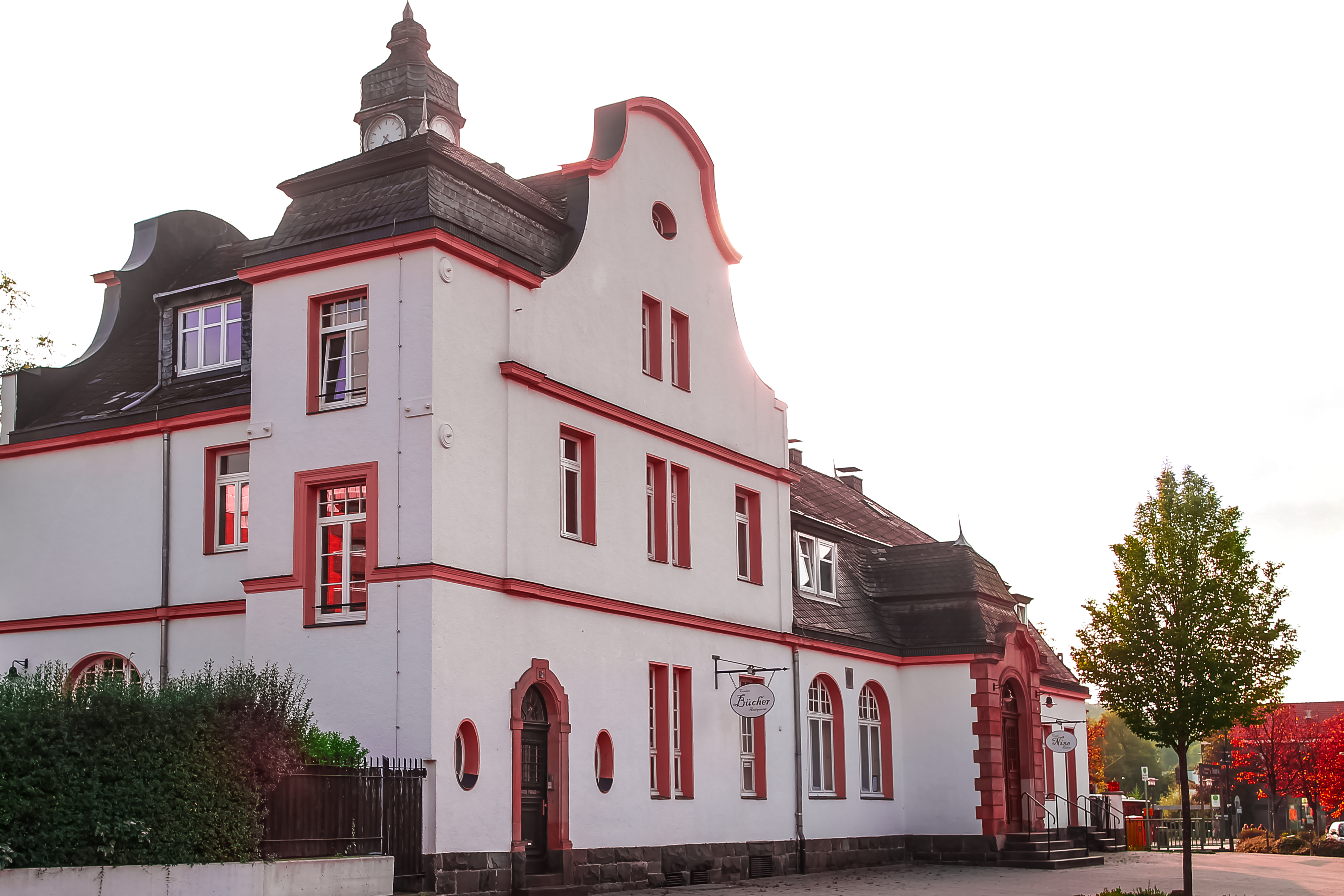
Station Erkrath aan de S-Bahn Rhein-Ruhr
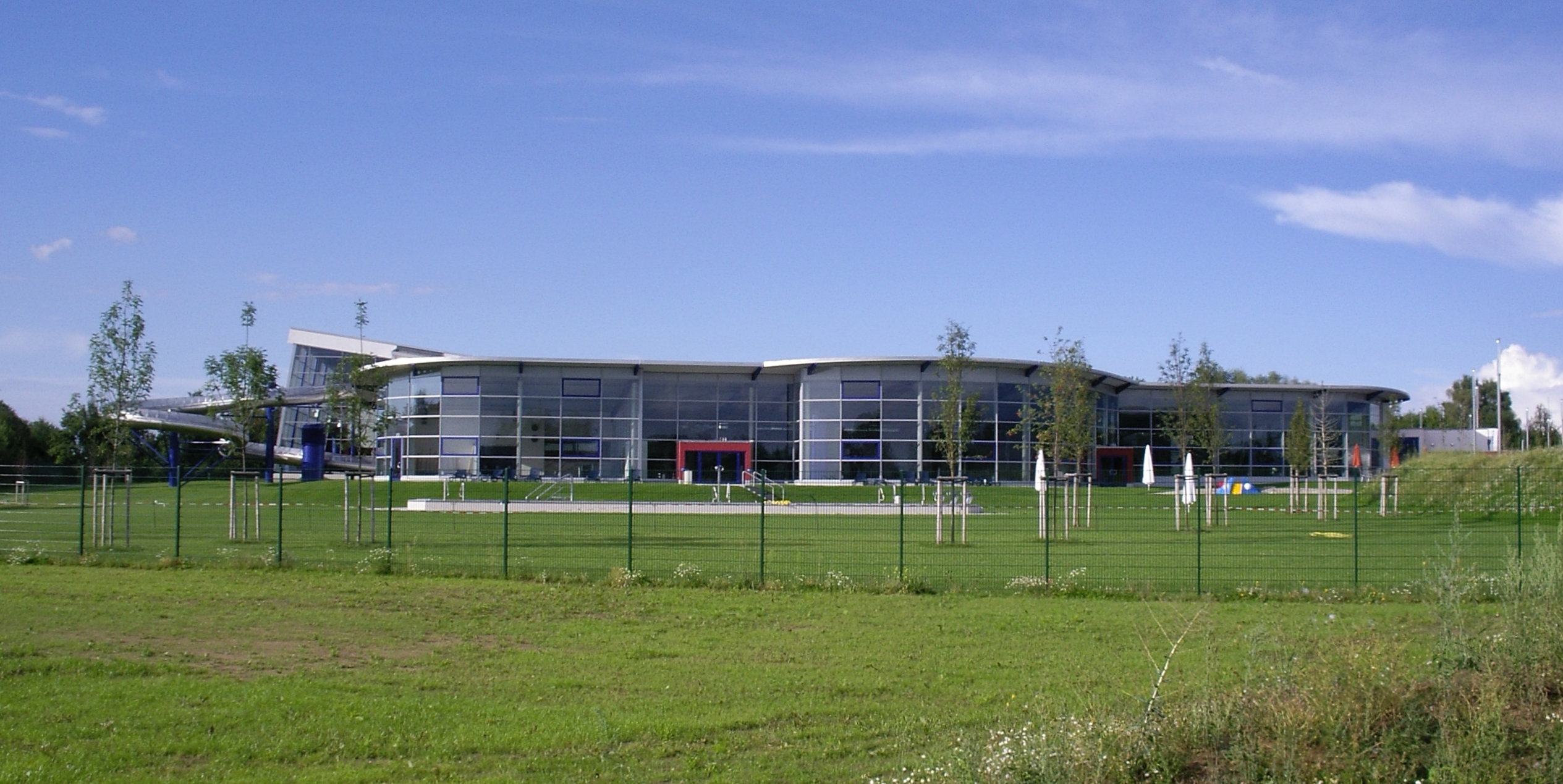
Neanderbad
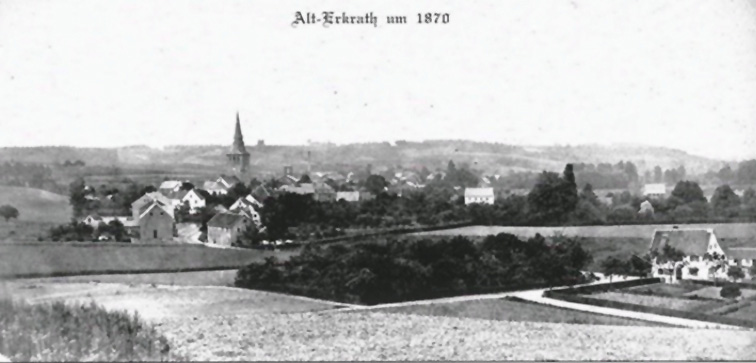
Gezicht op Erkrath, 1870
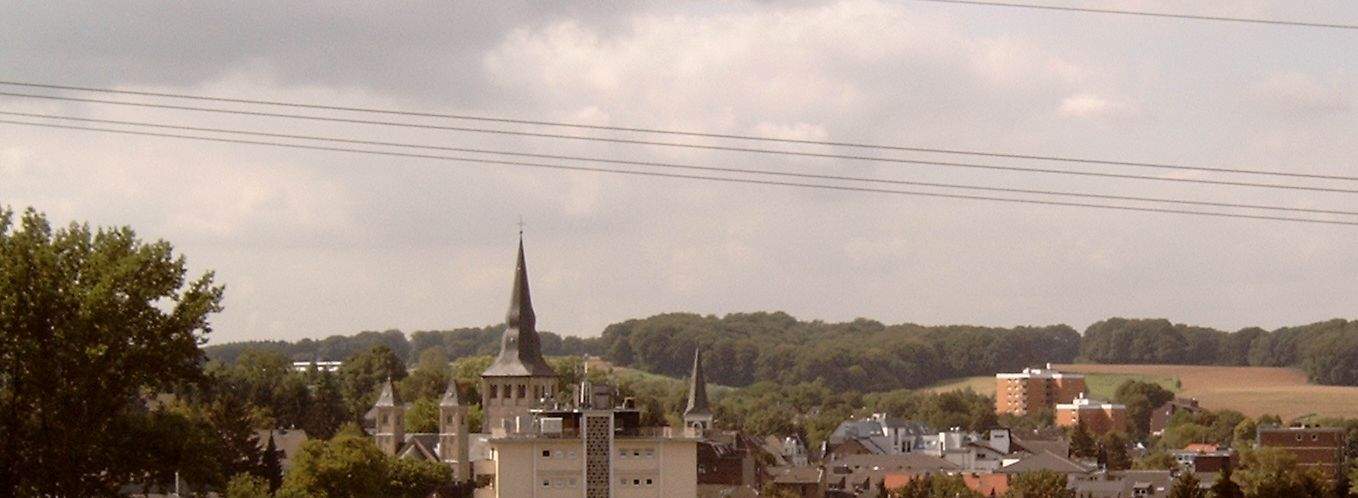
Gezicht op Erkrath, 2006
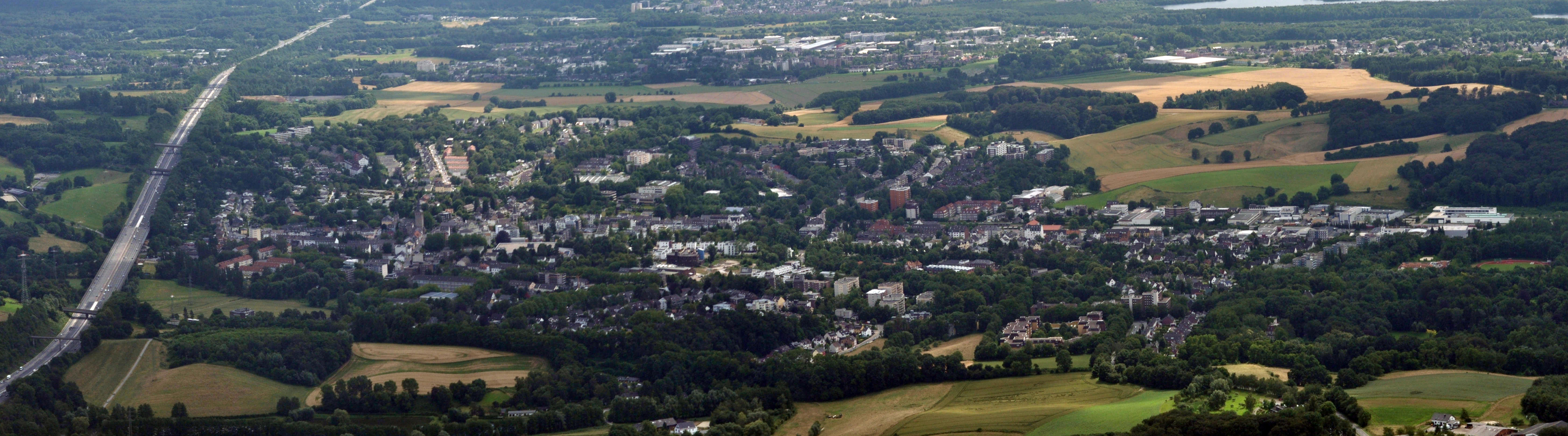
Gezicht op Erkrath met links Bundesautobahn 3

Erkrath · Haan · Heiligenhaus · Hilden · Langenfeld · Mettmann · Monheim am Rhein · Ratingen · Velbert · Wülfrath